# K41

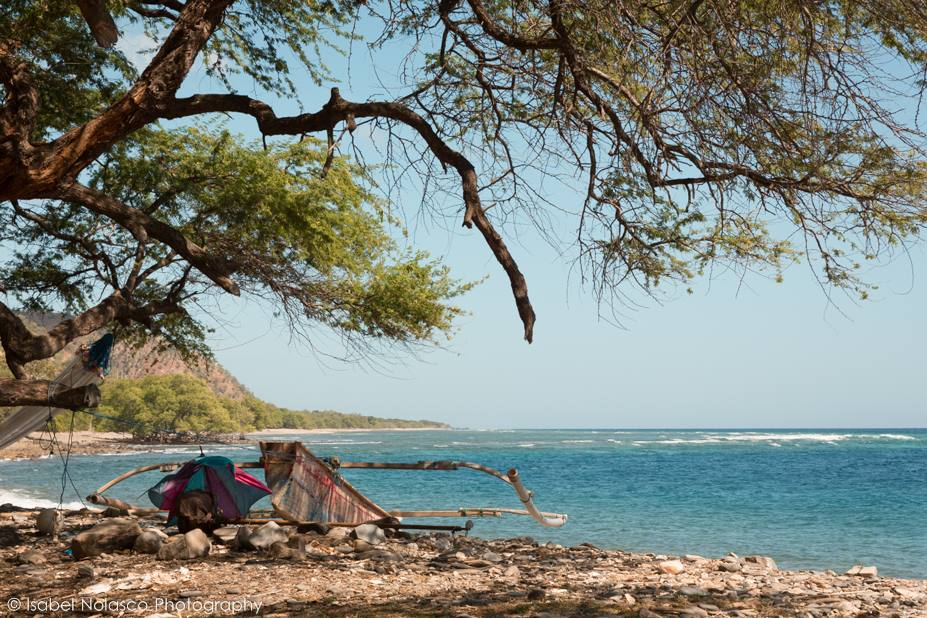
Fischerboot am Strand von K41

K41 ist ein Riff in der Straße von Wetar an der Nordküste Timors. Es befindet sich zwischen den Orten Osuun und Behau im Suco Uma Caduac (Gemeinde Manatuto). Die Landeshauptstadt Dili liegt 41 Kilometer (daher der Name) westlich. Die nördliche Küstenstraße, die nah dem Strand verläuft, bietet eine gute Verbindung.
Die Westseite des Riffs ist ein beliebter Tauchplatz, der auch für Anfänger einfach ist. Der Einstieg in das flache Wasser erfolgt über Sand und kleine Steine. Der von Wellen geschützte Hang bietet neben Stein- und Weichkorallen auch Weißspitzen-Riffhaie, Skorpionfische, Plattwürmer und Tintenfische. Im rechten Teil des Tauchplatzes besteht der Hang aus Felsen und Sand. Hier findet man eine große Vielfalt an Nacktkiemern. Ein- und Ausstieg sind jederzeit problemlos möglich. Die Ostseite bietet eine spektakuläre Wand mit einer großen Artenvielfalt, vor allem nachts.
2023 versenkte die  osttimoresische Marine ihr Patrouillenboot P217 an der Westseite des Riffs. Das Wrack dient seitdem als Tauchziel.

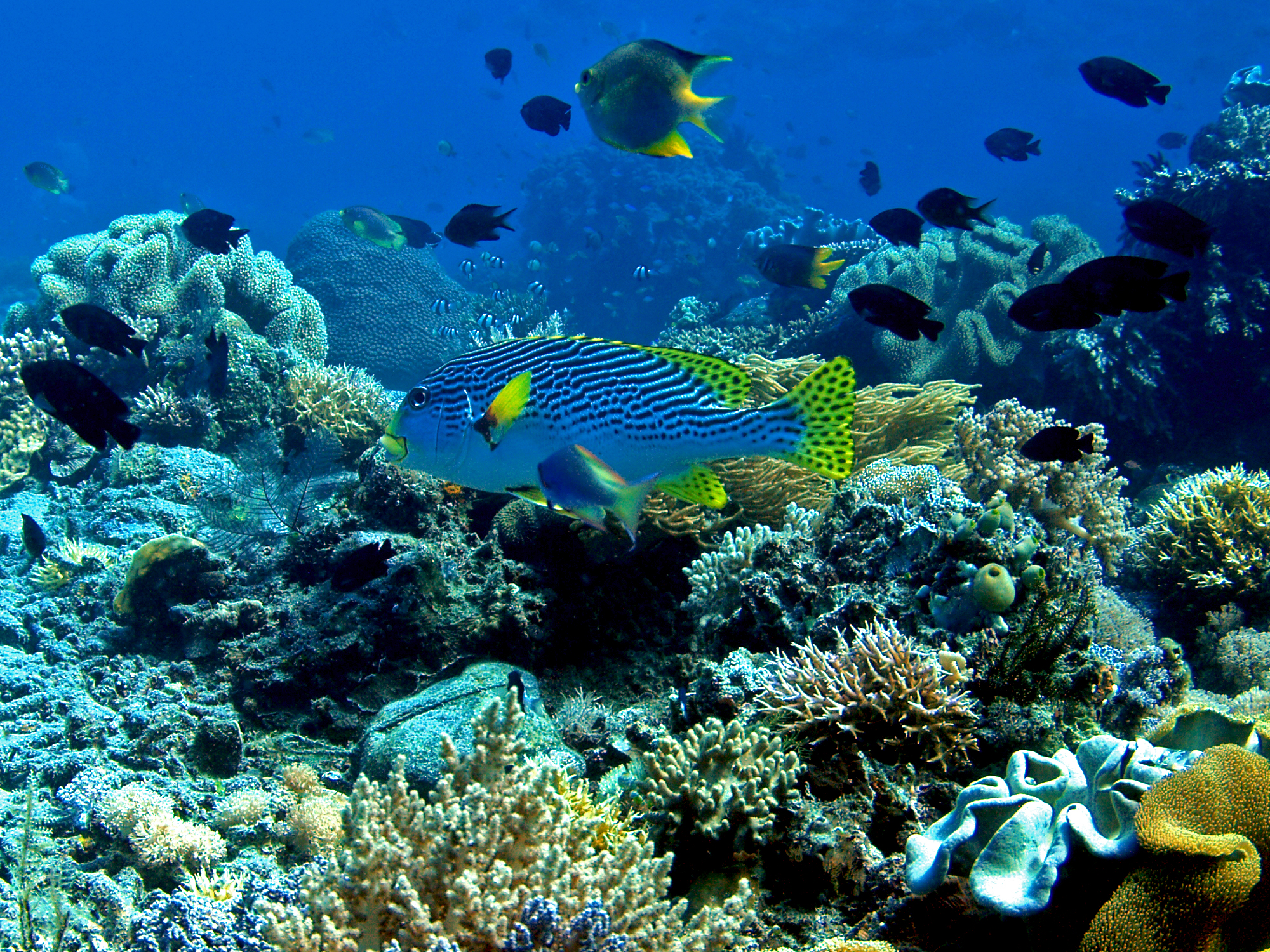
Diagonal-Süßlippe
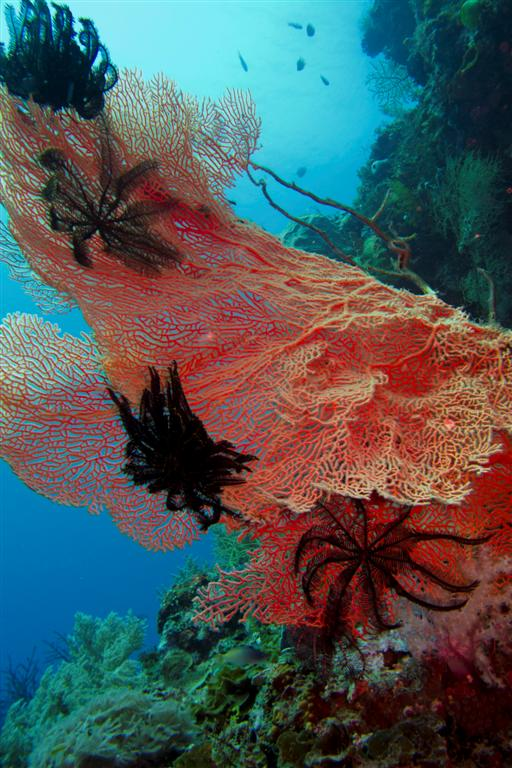
Korallen
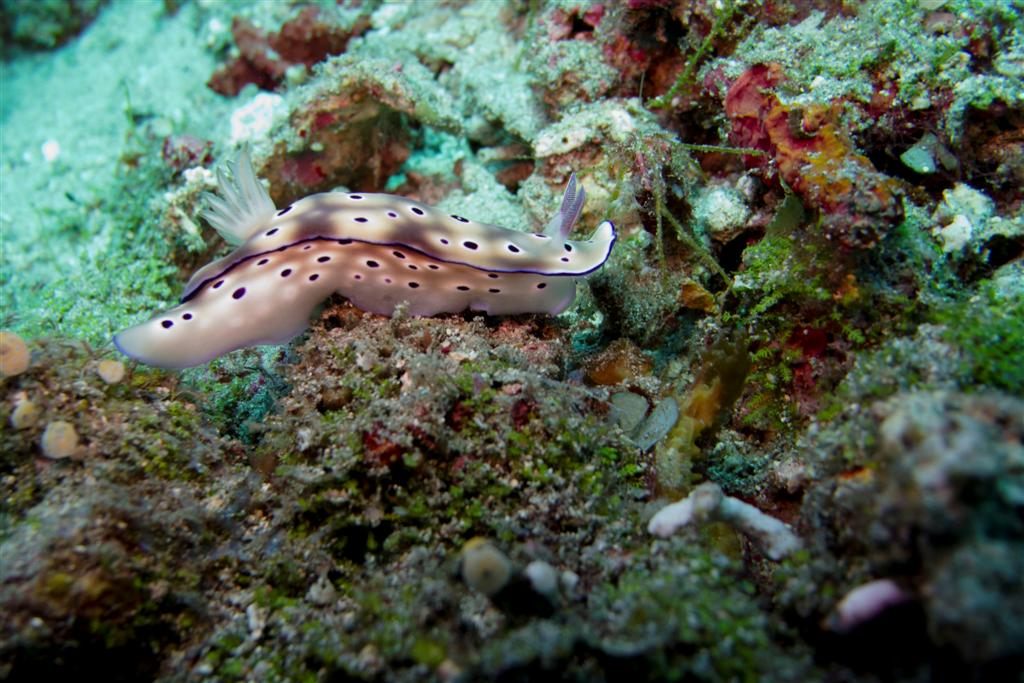
Hypselodoris tryoni
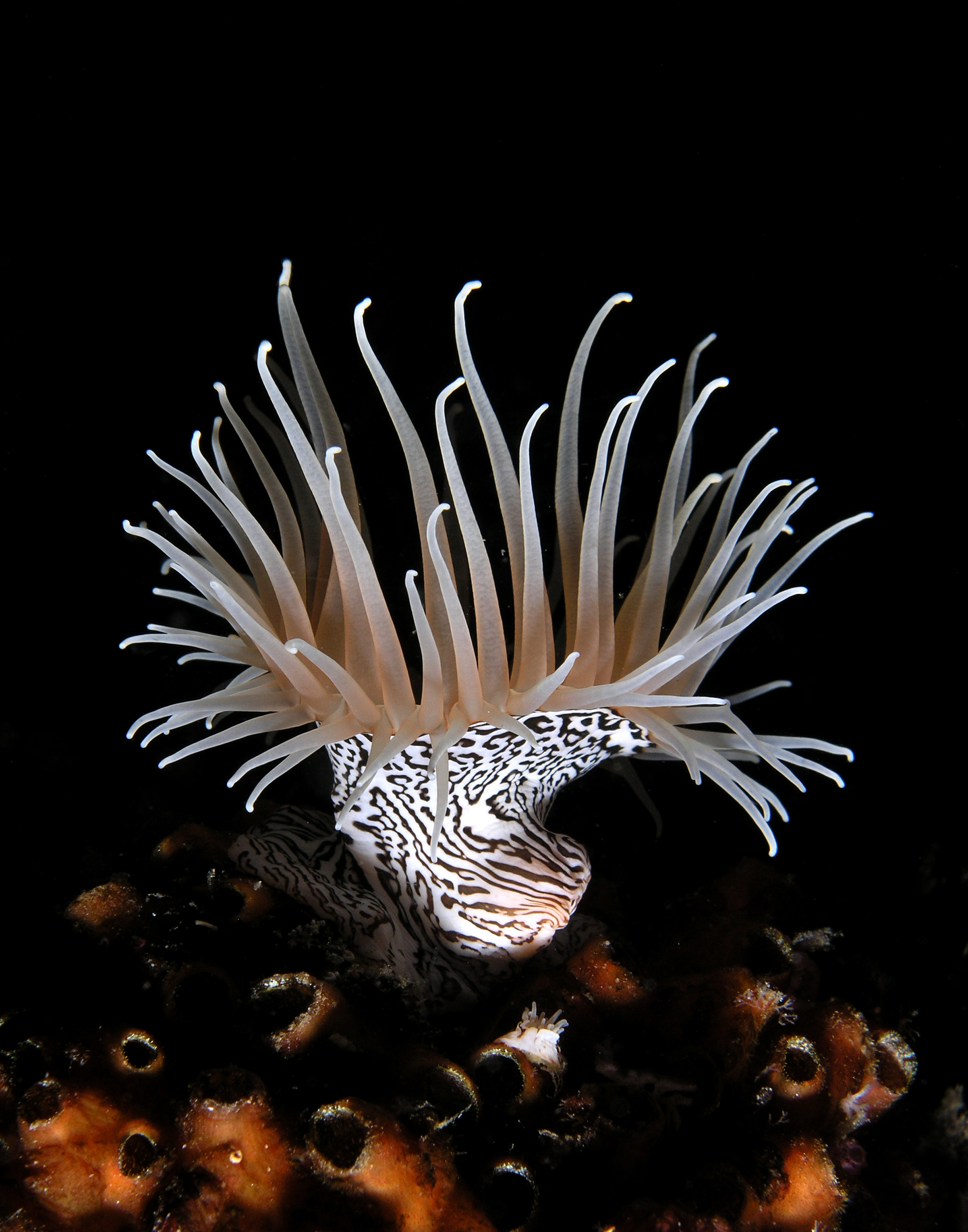
Nemanthus annamensis
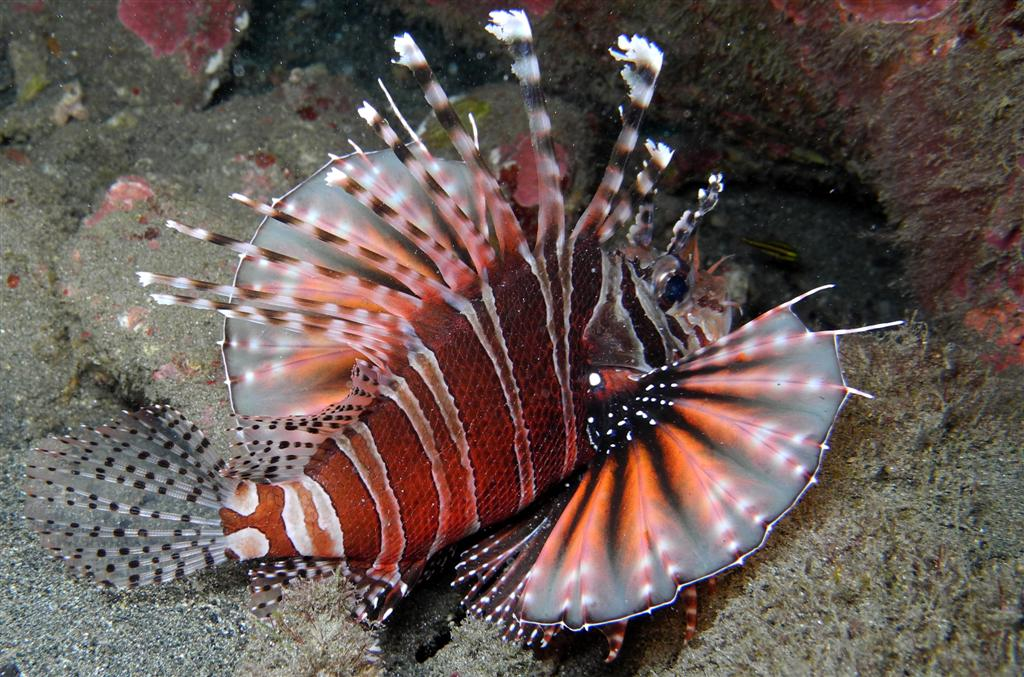
Feuerfisch